# Сопицька сільська рада
Сопи́цька сільська́ ра́да — колишній орган місцевого самоврядування у Глухівському районі Сумської області. Адміністративний центр — село Сопич.

## Загальні відомості
- Населення ради: 805 осіб (станом на 2001 рік)

## Населені пункти
Сільській раді підпорядковані населені пункти:
- с. Сопич
- с. Потапівка

## Колишні населені пункти
- с. Мала Бобилівка, зняте з обліку 1988 року

## Склад ради
Рада складається з 12 депутатів та голови.
- Голова ради: Ушачов Василь Тимофійович
- Секретар ради: Кирсанова Валентина Іванівна

### Керівний склад попередніх скликань
| Прізвище, ім'я, по батькові | Основні відомості                                                                     | Дата обрання | Дата звільнення |
| --------------------------- | ------------------------------------------------------------------------------------- | ------------ | --------------- |
| Ушачов Василь Тимофійович   | Сільський голова, 1963 року народження, освіта середня загальна, безпартійний         | 26.03.2006   | 31.10.2010      |
| Ушачов Василь Тимофійович   | Сільський голова, 1963 року народження, освіта середня загальна, член Партії регіонів | 31.10.2010   |                 |

Примітка: таблиця складена за даними сайту Верховної Ради України